# Lễ lạy

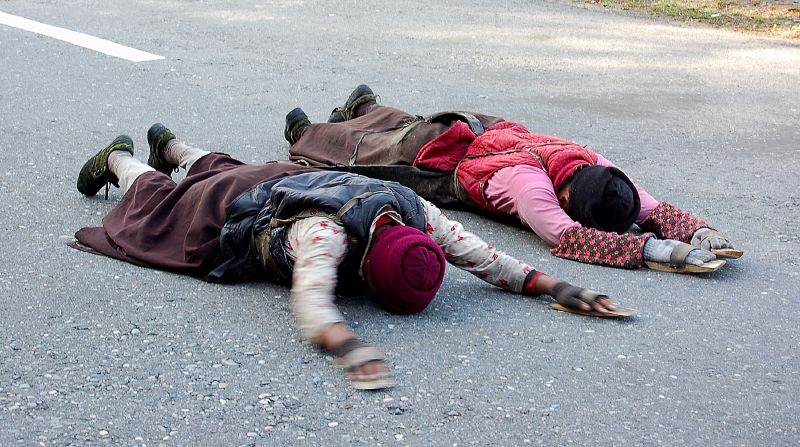
Đảnh lễ khi hành hương tại Lhasa

Lễ lạy (tiếng Phạn: namas-kara; tiếng Pali: panipāta) hay còn gọi là Lễ bái (chữ Hán: 禮拜, lǐbài; chữ Nhật: Raihai) hay còn gọi là Đảnh lễ là một cử chỉ được sử dụng trong thực hành Phật giáo để thể hiện lòng tôn kính đối với Tam bảo (gồm Phật-Pháp-Tăng) và các đối tượng đáng tôn kính khác. Đối với những người theo đạo Phật và các Phật tử thì lễ lạy được cho là có lợi cho những người thực hành vì một số lý do như là sự trải nghiệm về bố thí (Dana) hoặc sự bày tỏ lòng thành kính, lễ bái cũng như là một hành động để thanh lọc ô nhiễm (kilesa) đặc biệt là dứt bỏ đi cái sự tự phụ, cao ngạo, lễ bái cũng một hành động chuẩn bị cho sự thiền định, là hành động tích lũy công đức (tích đức). Trong Phật giáo Phương Tây đương đại, một số giáo lý viên sử dụng lễ lạy như một nghi thức thực hành giáo lễ trong khi những giáo viên lý khác lại xếp việc phủ phục vào nghi lễ phụng vụ thông thường, phụ trợ cho việc thiền định. 

## Đại cương
Trong kinh điển Pali đã kể lại cảnh tượng người tu tại gia quỳ lạy trước Đức Phật còn sống, việc đảnh lễ này cũng được đề cập đến trong một số Kinh Phật (Sutta). Trong truyền thống Phật giáo Thượng tọa bộ, như một phần của việc thực hành hàng ngày, người ta thường lạy trước và sau khi tụng kinh và thiền định. Trong những dịp này, người ta thường lạy ba lần, một lần trước Phật (Đức Phật Cồ Đàm), một lần trước Pháp và một lần trước Tăng đoàn, đồng thời, người ta cũng có thể lạy trước "bất kỳ vật linh thiêng nào để tôn kính". Phật tử Theravada thực hiện một kiểu lạy được gọi là "lễ bái năm điểm" (tiếng Pali: Patitthitapanca) hoặc "lễ lạy năm chi" (tiếng Pali: Pañc'anga-vandana) trong đó hai lòng bàn tay và khuỷu tay, hai ngón chân và đầu gối, và trán được đặt trên sàn. Ở tư thế quỳ, bàn tay của một người trong tư thế añjali [lòng bàn tay khép lại, các ngón tay duỗi thẳng và hướng lên trên] được nâng lên trán rồi hạ xuống sàn sao cho toàn bộ cẳng tay đến khuỷu tay nằm trên mặt đất, khuỷu tay chạm vào đầu gối. Hai bàn tay, lòng bàn tay hướng xuống, cách nhau bốn đến sáu inch với đủ khoảng trống để trán chạm đất giữa chúng. Bàn chân vẫn giữ nguyên như tư thế quỳ và đầu gối cách nhau khoảng một bộ. Ở Myanmar (Miến Điện), lễ lạy được đi kèm với lời cầu nguyện chung của Phật giáo, được gọi là Okāsa. Ở Thái Lan, theo truyền thống, mỗi lễ lạy trong ba lễ lạy được đề cập ở trên đều đi kèm với các câu thơ Pali. 
Ở các nước theo truyền thống Phật giáo Theravada như Sri Lanka, khi một người đến trước thầy của mình, để "mở rộng tâm trí để tiếp nhận chỉ dẫn", người đó cúi đầu và đọc câu "Okāsa ahaṃ bhante vandāmi" ("Con kính lễ ngài đáng kính"). Trong Phật giáo Kim Cương thừa, lễ lạy thường được thực hiện trước khi thiền định hoặc giảng dạy, nhưng có thể tự nó tạo thành một thực hành riêng biệt. Lễ lạy được coi là một phương tiện để thanh lọc thân, khẩu và ý khỏi những nghiệp chướng tiêm nhiễm, đặc biệt là lòng kiêu ngạo, ngã mạn. Lễ lạy được sử dụng cùng với việc hình dung và có thể được sử dụng để bày tỏ lòng tôn kính đối với Guru Rinpoche (Sư Tôn Bảo) và những bậc đáng tôn kính khác. Kiểu lạy này thường được thực hiện 3, 7, 21 hoặc 108 lần. Một lần lạy thì người ta sử dụng chuỗi hạt cầu nguyện Phật giáo (Mala) có thể được sử dụng để dễ dàng lần đếm. Trong đảnh lễ (tiếng Phạn: śirasā'bhivandate; chữ Hán: 頂禮) là để hai đầu gối, hai cùi chỏ và đầu chạm đất, lấy đỉnh đầu lạy xuống, tiếp xúc với hai chân của đối tượng mình đảnh lễ. Khi hướng tượng Phật hành lễ thì nâng hai tay quá đầu, để khoảng trống, biểu hiện tiếp xúc với bàn chân đức Phật, còn gọi là Đầu Đảnh Kính Lễ (頭頂禮敬, đỉnh đầu kính lạy), Đầu Diện Lễ Túc (頭面禮足, đầu mặt lạy dưới chân), Đầu Diện Lễ (頭面禮, đầu mặt lạy), đồng nghĩa với Ngũ Thể Đầu Địa (五體投地, năm vóc gieo xuống đất), Tiếp Túc Lễ (接足禮, lạy chạm chân). Hình thức này thể hiện sự sùng kính tối cao, lấy cái cao nhất của mình là đỉnh đầu, kính trọng cái thấp nhất của người khác là chân. 